# Pasquale Aleardi

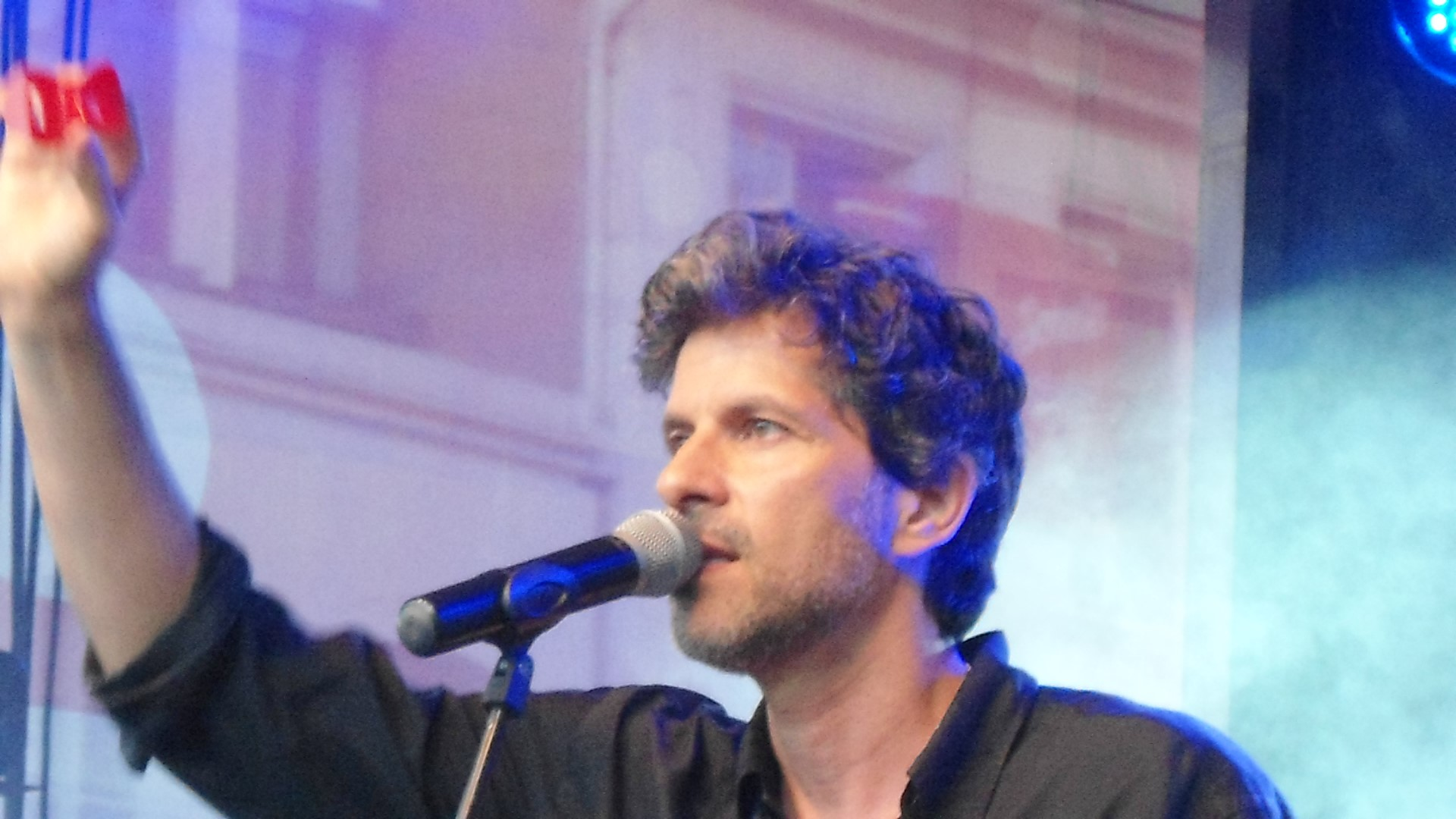
Pasquale Aleardi

Pasquale Aleardi (Zúrich, 1 de junio de 1971 es un actor y músico suizo de origen ítalogriego, conocido por interpretar el papel de J.D. Salinas en Resident Evil. También interpretó el papel de Billy Flynn en la producción de Broadway de Chicago.

## Trayectoria
Se licenció en arte dramático en la Zürcher Hochschule der Künste.
En 2016, Aleardi interpretó el papel protagonista de Tommaso, un minero italiano, en Gotthard (2016). La película es la mayor producción televisiva suiza jamás realizada y se proyectó en primicia mundial el 2 de agosto de 2016 en la tradicional velada previa al Festival de Cine de Locarno 2016.
Actualmente vive en Berlín.

## Filmografía

### Películas
- 1994: Jazz
- 2001: Mein Vater, die Tunte
- 2002: Resident Evil
- 2002: Nachts im Park
- 2010: Taxiphone: El Mektoub
- 2013: The Berlin File
- 2014: Head Full of Honey

### Series de televisión
- 2006: LadyLand
- 2007: Verrückt nach Clara
- 2011: Shades of Happiness
- 2014: Kommissar Dupin
- 2016: Gotthard
- 2017: Das Pubertier

### Teleflims
- 2000: Ich beiß zurück
- 2001: Die Salsaprinzessin
- 2002: Weihnachtsmann gesucht
- 2004: Baal
- 2004: Wie krieg ich meine Mutter groß?
- 2004: Schöne Männer hat man nie für sich allein
- 2005: Die Bullenbraut - Ihr erster Fall
- 2006: Süssigkeiten
- 2007: Manatu
- 2007: Missing
- 2008: Willkommen im Westerwald
- 2008: Cinderella for a Night
- 2008: Der Tag, an dem ich meinen toten Mann traf
- 2008: Hunting for Love
- 2009: Dutschke
- 2010: Masserberg
- 2010: Spook Inn
- 2011: Ein Sommer in Paris
- 2012: München 72 - Das Attentat
- 2012: Im Brautkleid meiner Schwester
- 2012: Nur eine Nacht
- 2012: Schleuderprogramm
- 2013: The Dad Test
- 2013: Wer liebt, lässt los
- 2013: A Royal Affair
- 2013: Robin Hood und ich
- 2013: Stärke 6
- 2017: Für Emma und ewig
- 2019: Kommissar Dupin - Bretonische Geheimnisse'